# یوجی فوروکاوا
یوجی فوروکاوا (ژاپنی: 古河 裕次؛ زادهٔ ۷ ژوئیهٔ ۱۹۷۸) یک بازیکن فوتبال اهل ژاپن است.
از باشگاه‌هایی که در آن بازی کرده‌است می‌توان به باشگاه فوتبال گامبا اوساکا اشاره کرد.